# Simulium brevifurcatum
Simulium brevifurcatum är en tvåvingeart som beskrevs av Lutz 1910. Simulium brevifurcatum ingår i släktet Simulium och familjen knott. Inga underarter finns listade i Catalogue of Life.